# Lone Oak, Texas
Lone Oak är en ort i Hunt County i Texas. Vid 2010 års folkräkning hade Lone Oak 598 invånare.